# Carlos (ur. 1956)
Carlos, właśc. Carlos Roberto Gallo (ur. 4 kwietnia 1956 w Vinhedo) – brazylijski piłkarz grający na pozycji bramkarza.

## Kariera sportowa
W reprezentacji Brazylii zagrał 37 razy. W swojej karierze (1974–1993) grał w: Ponte Preta, Corinthians Paulista, Atlético Mineiro, Guarani FC, SE Palmeiras, Portuguesa i Malatyaspor w Turcji. Wygrał dwukrotnie Bola de Ouro.